# بحيرة فيرجينيا (كاليفورنيا)
بحيرة فيرجينيا  بحيرة فرجينيا هي بحيرة في سييرا نيفادا (جون موير البرية) في مقاطعة فريسنو، كاليفورنيا.

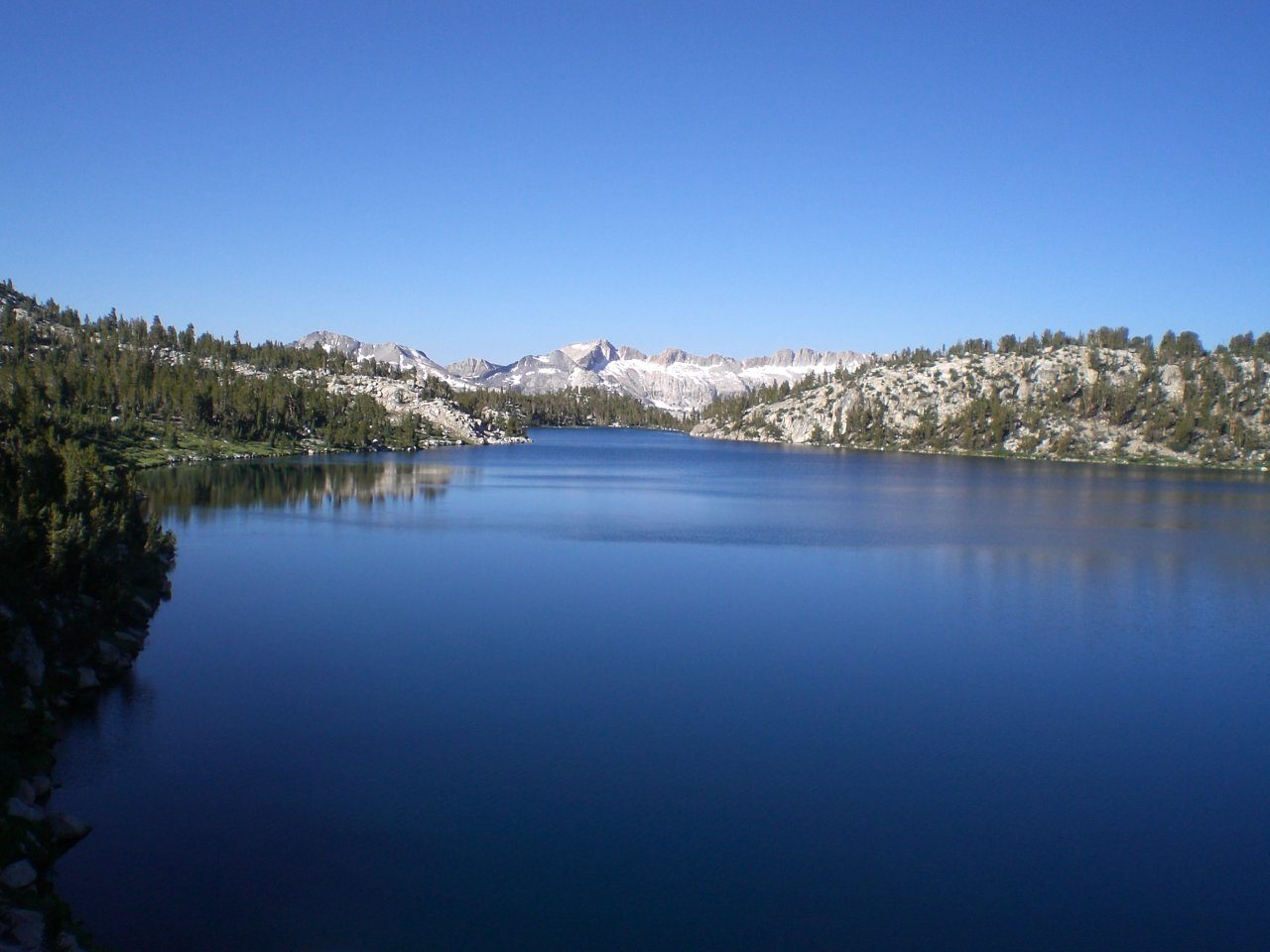
بحيرة فيرجينيا